# Eugagrella celerrima
Eugagrella celerrima is een hooiwagen uit de familie Sclerosomatidae.